# Ангольско-китайские отношения
Ангольско-китайские отношения — двусторонние отношения между Анголой и Китаем. Дипломатические отношения между странами были установлены в 1983 году.

## История
В 1963 году в Кении министр иностранных дел Китая Чэнь И сказал Жонашу Савимби, генеральному секретарю Союза народов Северной Анголы, что Китай окажет ему «крупномасштабную военную помощь». В 1966 году повстанцы УНИТА во главе с Жонашем Савимби напали на португальцев в Кассамбе. У повстанцев было десять винтовок НАТО приобретённых с китайской помощью. Нападение не принесло желаемых результатов, повстанцам не удалось остановить вывоз леса из страны, а последующие действия португальских колониальных властей привели к гибели нескольких членов УНИТА.

### Разлад
3 декабря 1975 года произошла встреча американских и китайских официальных лиц, где присутствовали: вице-премьер Дэн Сяопин, министр иностранных дел Цяо Гуаньхуа, президент Джеральд Форд, государственный секретарь Генри Киссинджер, советник по национальной безопасности Брент Скоукрофт и Джордж Герберт Уокер Буш. Генри Киссинджер заявил, что США готовы «вытолкнуть ЮАР из Анголы, как только альтернативная военная сила будет создана». Китайцы заявили о поддержке УНИТА против МПЛА. Джеральд Форд сказал: «Мы не имеем ничего общего с политикой ЮАР в Анголе и примем меры, чтобы Южная Африка вышла из этого конфликта». Он также сказал, что одобрил 35 млн долларов США на поддержку севера Анголы. В феврале 1979 года президент Анголы Антонио Нето осудил китайское вторжение во Вьетнам. 25 августа 2012 года 37 китайских граждан, арестованных в Анголе из-за их предполагаемой причастности к преступных деяниям против Анголы, были выданы и осуждены в Китае.

## Экономические связи
В 2007 году Ангола стала крупнейшим торговым партнёром Китая в Африке. В 2010 году торговля между двумя странами составила сумму в 24,8 млрд долларов США. В 2011 году и в первые 8 месяцев 2012 года Ангола была вторым по величине торговым партнёром Китая в Африке, после ЮАР.

### Китайские инвестиции в Анголу
В 2000 году состоялся первый Форум сотрудничества Китай-Африка, Пекин выделил 465 млн долларов США на официальные проекты по финансированию развития экономики Анголы. Эксим банк Китая выделил 90 млн долларов США на реконструкцию железной дороги в Луанде. Ангола также получил от Эксим банка 1 млрд долларов США в качестве кредита на развитие инфраструктуры страны. В 2014 году на китайский кредит и силами китайских специалистов в Анголе была вновь пущена Бенгельская железная дорога.

## Сотрудничество в сфере образования
Китайские власти поощряют обучение в КНР ангольских специалистов. Только в 2013 году власти КНР выдали стипендии 177 студентам из Анголы.

## Двусторонние визиты
В июне 2006 года премьер Госсовета КНР Вэнь Цзябао посетил Анголу и предложил 9 миллиардов долларов США в качестве кредита для улучшения инфраструктуры страны в обмен на нефть. КНР вложила значительные средства в Анголу с момента окончания гражданской войны в 2002 году. В ноябре 2007 года Жуан Мануэл Бернарду стал послом Анголы в Китае.